# Росохи
Росо́хи — село Самбірського району Львівської області у Прикарпатті.
Через село протікає річка Лисівка, — ліва притоки річки Борсукі. За місцевими легендами історія села налічує не менше 800 років, хоча офіційна згадка про село датується XVI ст. Назва села походить від слова «росоха» (глибокий крутояр, бескид).

## Загальні відомості

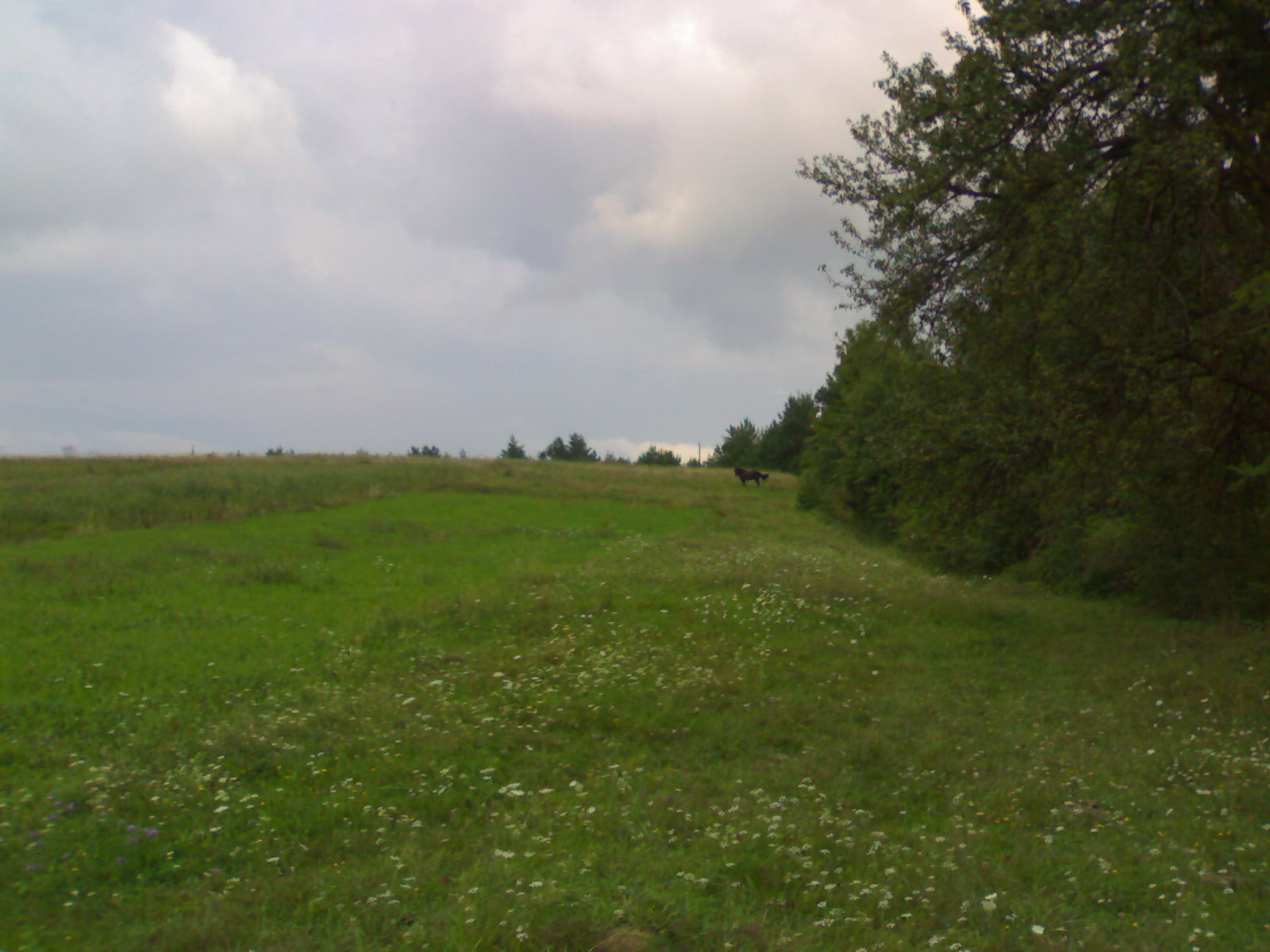
Природа біля села Росохи

Перша письмова згадка датована 1566 роком. Загальна площа 116 га, кількість населення 301 чоловік. Діє початкова школа.
Храм Різдва Пресвятої Богородиці, побудований в XIII ст., перебудований в 1896 році та реставрований у 1926 році, храмове свято 21 вересня.
Відстань до районного центру 18 кілометрів, до найближчої залізничної станції Стар'ява 12 км, пожежної частини 18 км, лікарні 17 км, до Львова 130 км. Дороги із чорним покриттям 3 км, із ґрунтовим 1 км.

## Історія
Серпнем 1566 р. фіксується передача колоністам Георгію та Іоанну Скультетті земель і споруд вище поселення Стара Сможа. Оригінал тексту грамоти на латині: 
| «A. 1566. Fer. secunda post festum Sancti Bartholomei Apostoli. Samboriae. Facultas Magnifici Starzechowski, Providis Joanni et Georgio Scultetis, locandi in rivulo dicto Rosoka, superius villae Antiquae Smoza, villam Rosthoka appellandam, data. In qua, ad Scultetiam, duo lanei agri, et tertius pro Poponatu, cum molendino, taberna, torquatili, de censu ac dationibus tertia parte, laboribus subditorum, consuetis, tortis, strennis, conferuntur». |
Можна сперечатись про етнічну належність цих колоністів, а також і кількість челяді, яка з ними прийшла, проте найпевнішим буде волоське походження з роду Драгів-Сасів. Річ в тім, що польський король масово залюднював спустілі і малоприбуткові землі тогочасної польської держави шляхом заманювання колоністів. Рід Драгів-Сасів походив з Мармарощини,— звідти, найпевніше, і прийшли нові поселенці. Ще одною причиною такого висновку може служити і належність села до поселень із Волоським правом.
У 1708 р. видано ордонанс белзького воєводи і гетьмана Адама Сенявського про неприпустимість чинення прикростей і наруги над мешканцями і маєтностями сіл Терло, Лібухова і Росохи, виголошуючи таким способом протекцію над даною територією.
Село мало найбільшу кількість шляхти в усьому сучасному Старосамбірському районі.
За переписом 1880 р. в селі проживало 790 мешканців: 6 римо-католиків, 762 греко-католики і 22 юдеї.
15 червня 1934 р. село передане з Самбірського повіту до Добромильського.

## Історія церкви Різдва Пресвятої Богородиці

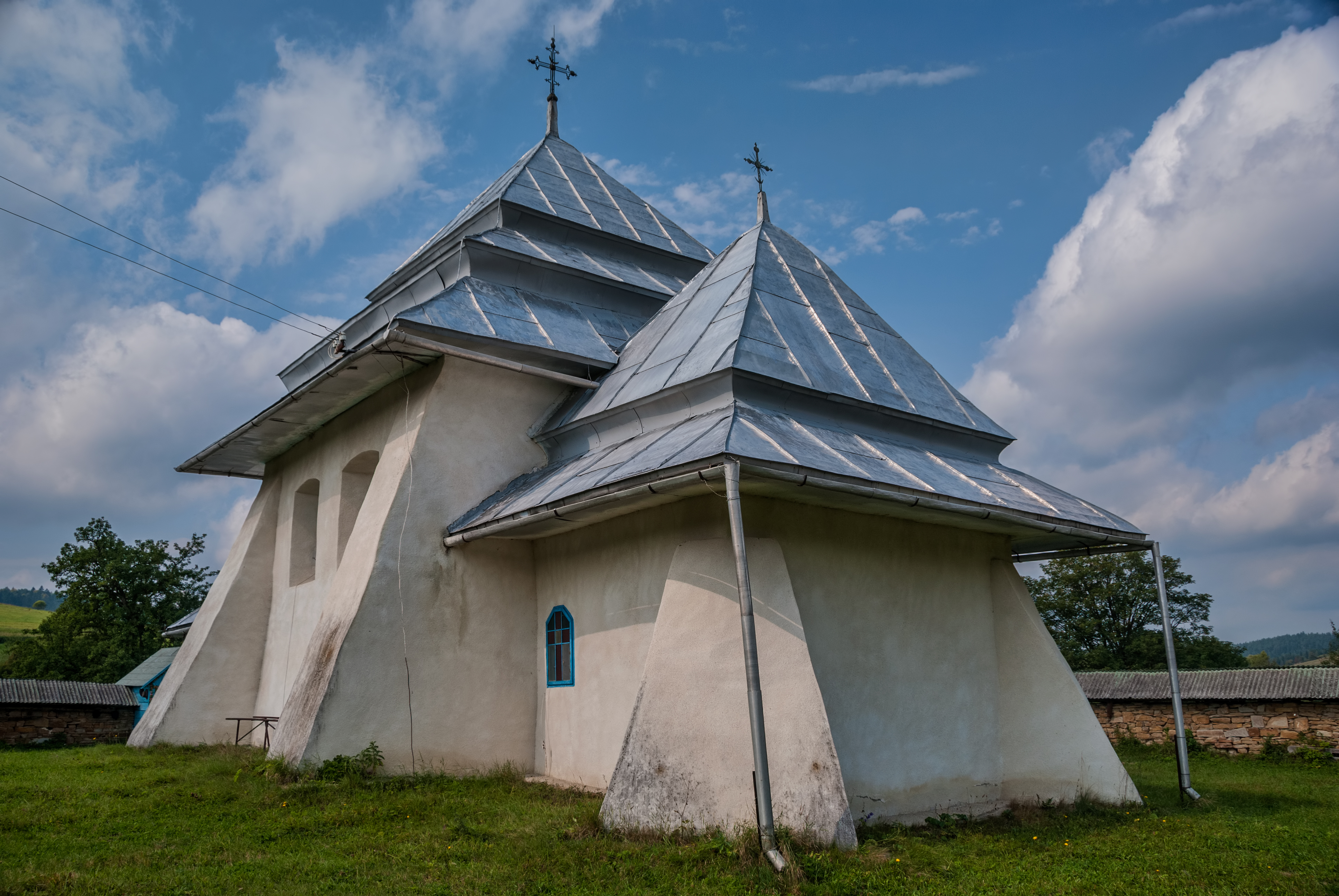
Оборонна церква. Історичне сповідання: православ'я. Сучасна приналежність: Православна церква України

Вчений-реставратор Іван Могитич вважав, що церква в Росохах була побудована вже в XIII ст., хоча більшість дослідників схиляються до версії, що храм звели кількома століттями пізніше. Як місце для будівництва храму вибрали невеликий пагорб, розташований біля дороги, що перетинає село.
Крім культових функцій, храм, як найґрунтовніша споруда села, використовувався ще і як головний пункт оборони Росохів. За його стінами могли сховатися жителі села під час набігів татар, або у випадку іншої військової загрози.
Матеріалом для побудови церкви послужили плоскі ламані камені, скріплені вапняним розчином з домішками товченої кераміки і деревного вугілля. Храм тричастинний з трьома верхами. У його об'ємно-просторовій композиції були використані прийоми, властиві дерев'яній архітектурі. Церква складається з квадратного в плані неф, до якого із заходу примикає квадратний бабинець, а зі сходу — прямокутна в плані апсида. Бабинець та апсида мають меншу ширину і висоту, ніж неф. Товщина стін церкви перевищує 1 м, місцями доходить до 1,5 м. У західній стіні бабинця прорізаний прямокутний дверний отвір, перекритий лучковою аркою. Північну і південну стіни нефа прорізають по 2 вікна, влаштовані у нішах, вони також перекриті лучковими арками. У південній та північній стіні апсиди влаштовані 2 невеликих віконця. Усі три обсяги храму здаються приземкуватими. Відчуття потужності споруди церкви підсилюють масивні похилі контрфорси, якими укріпили кути бабинця, нефу і апсиди. Точно невідомо, як саме виглядали верхні частини храму в початковому періоді його історії. За кілька століть їх могли сильно перебудувати, в результаті чого церква могла втратити ряд архаїчних оборонних рис, оскільки, ймовірно, саме її верхня частина колись була пристосована до оборони. Пізніше, після ряду перебудов, кожен з обсягів церкви покрили ґонтовою шатрової покрівлею з заломами.
Ще одна лінія оборони церкви представлена кам'яною стіною, яка оточувала храм. Стіна захищала прямокутну в плані територію. Вона була побудована з таких же каменів, які використовувалися при будівництві церкви. Камені зовнішньої огорожі, ймовірно, скріплені глиняним розчином. Стіну прорізали чотирикутні бійниці, канали яких розширювалися як із зовнішнього, так і з внутрішньої сторони огорожі. Точно невідомо, як саме виглядала верхня частина огорожі храму — в нинішньому стані її перекриває двосхила покрівля, накрита листами шиферу. Раніше замість шиферу використовувався ґонт. Вхід на територію храму був влаштований в центрі західної стіни зовнішньої огорожі, якраз навпроти входу до церкви. Невідомо, як саме виглядали старі ворота, влаштовані в стіні. У наші дні на їхньому місці розташована проста кубічна дерев'яна конструкція з двостулковими воротами, увінчана трикутним фронтоном і двосхилим дахом. Можливо, колись із зовнішнього боку огорожі міг бути невеликий рів. Варто зазначити, що з датуванням стіни справи йдуть ще гірше, ніж з датуванням храму. Так, наприклад, ряд дослідників вважає, що вона була побудована в XVIII або навіть у XIX столітті, тобто вважається, що огорожа — не ровесниця храму.
Про інші ранні будівлі на території храму немає жодної інформації. Дзвіниця в південно-західному куті двору була побудована в XIX столітті. Якою була раніша дзвіниця і де вона перебувала — невідомо.
XV—XVII століття. Можна припустити, що церква неодноразово піддавалася ворожим нападам, проте відомості про них вкрай скупі. Непряму згадка про один з таких нападів можна знайти в «Географічному словнику королівства польського» (виданого в 1888 році), який з посиланням на джерело 1834 повідомляє, що в церкві зберігається гаківниця (кріпосна дульнозарядна рушниця), з якої Терлецький вбив татарського ватажка під час нападу кримчаків на Росохи. Подальша доля рушниці невідома. Також незрозуміло, коли саме відбувся описаний напад татар.
XVIII—XIX століття. Після того, як припинилися татарські набіги, а оборонні функції храму перестали бути затребуваними, комплекс, ймовірно, поступово перебудовується. У ході цих перебудов уже не стояла мета зберегти оборонні елементи будівель, тому деякі з них могли бути знищені. Храм продовжував діяти, але вже виключно як культова споруда.
18 березня 1708 р. У газеті «Rozmaitości» за 1834 рік повідомлялося, що в Росохах, в яких тоді проживало дуже багато шляхти, знаходиться наказ гетьмана великого коронного Адама Сенявського (близько 1666—1726 рр.) з його особистим підписом. У цьому документі Сенявський заявив про свою протекцію над декількома поселеннями, в числі яких були і Росохи. Документ свідчив: «Адам з Гранова Сенявський, воєвода Белзький, гетьман великий коронний і т. д. передає цей мій ордінанс їх світлість панам полковникам, оберштерам, ротмістрам, обер-лейтенантам, поруччикам, хорунжим і іншим командирам військ Його Королівської Величності і Речі Посполитої, щоб з його слів знали, що володіння: Терло, Любохова і Росохи так особливої в мене хочуть мати протекції, і не як інакше, а тільки як мої власні до всілякої оборони [в цьому місці текст оригіналу нечитабельний] собі у Вітчизні заслужили і до цього дня заслуговують. Де ж до чинять опір цієї моєї волі з'являться претензії, заявляю, що карати їх буду судом своїм суворим. Також наказую з усією строгістю військової сили, щоб ніхто з хоругвою або зі своїм супроводом у згаданих володіннях не зупинявся, не організовував нічлігів і випасів і хлібів побічних не забирав, ніяких вимог не пред'являв, і нічим іншим їх не обтяжував, оскільки ці володіння переходять у ординацію не на один тільки рік, а до кінця мого життя. Видано у Львові дня 18 березня 1708».
XIX століття. У південно-західному куті храмового двору до стіни зовнішній стіні храму долучилася дерев'яна одноярусна каркасна дзвіниця. Спочатку їй стіни були обшиті дошками, а завершувала її ґонтова шатрова покрівля.
1844. Храм ремонтують, можливо, частково перебудовують.
1880 рік. Згідно з переписом населення в Росохах проживало 790 жителів: 6 римо-католиків, 762 греко-католики і 22 юдеї.
1896 рік. Храм проходить через черговий ремонт.
1921 рік. Згідно з переписом місцевості Речі Посполитої в селі було: будинків — 142, греко-католиків — 760, римо-католиків — 13, юдеїв — 26
1926 рік. Були проведені останні ремонтно-реставраційні роботи.
1962—1968 роки. Стару церкву закривають, вона не діє.
1960—1980-ті роки. Покрівлі пам'ятника архітектури ще були ґонтові.
12 серпня 1992 рік. Постановою Кабінету Міністрів України було затверджено «Державний реєстр національного культурного надбання». У його списку церква в Росохах була зарахована до категорії пам'яток архітектури національного значення. До реєстру були внесені:
- Комплекс церкви Різдва Богородиці (змішаний), XV—XIX століття, охоронний номер / номер в комплексі: 1435 / 0
- Церква Різдва Богородиці (кам'яна), XV—XVI століття, охоронний номер / номер в комплексі: 1435 / 1
- Дзвіниця (дерев'яна), XIX століття, охоронний номер / номер в комплексі: 1435 / 2
- Стіни з воротами (кам'яні), XVIII—XIX століття, охоронний номер / номер в комплексі: 1435 / 3

1996 рік. Трохи південніше території старої церкви, була побудована невелика нова церква Різдва Пресвятої Богородиці УГКЦ.
Ведуться роботи зі збереження храму від руйнування, адже ґонтовий дах згнив, а коштів у громади на такі роботи не було, держава зовсім не допомагала. Церкву для її збереження поверх ґонту змушені покривати бляхою, листами жерсті оббивають контрфорси нефу. Ґонтову покрівлю зовнішньої огорожі поверх покривають листами шиферу.
Храм належить громаді Православної церкви України, настоятель митр. прот. Мирон Гаврик.
Наші дні. У Росохах проживає близько 300 чоловік, тобто мінімум удвічі менше, ніж у період розквіту села. Комплекс церкви, що складається з кам'яного храму, дерев'яної дзвіниці і зовнішньої кам'яної оборонної стіни, дійшов до наших днів у відносно непоганому стані.

## Діяльність ОУН-УПА (1943—1950)
Перед приходом радянських військ у 1944 році на теренах Росохів вже діє розгалужена сітка українських партизан. Незважаючи на нерівні сили, при всесторонній підтримці місцевих мешканців, боротьба проти комуністичної системи велась близько 10 років. Останні відділи УПА зліквідовано військами НКВС на початку 50-х років. Із мешканців села наразі відомо про наступних діячів УПА:
Затварницький Іван,  син Степана і Катерини (1916 — 19.I.1946). Вступив у кущ «Коника» у 1944 році. Вбитий засідкою пограничників при облаві «мітли» на границі між селами Росохи і Волошиново. Повстанці і родичі похоронили його на цвинтарі села Росохи.
Камінський Микола,  син Степана і Марії (нар. 1925). Вступив у кущ «Коника» в 1944 році. При облаві пограничників у лісовому масиві  «За фосою» попереджений стійковим «Чуйним», вискочив з криївки, виліз на густу сосну, з якої спостерігав за дією пограничників. Потім воював ще до 1948 року. Був зловлений, суджений на 25 років. Після таборів живе в Караганді.
Терлецька Ганна,  дочка Івана і Катерини. Вуличне прізвисько Бащакова (нар. 1925). Працювала підпільно зв'язковою. Була на зв'язку із станичною Нанівською Марією Федорівною. Викрита і зловлена пограничниками в 1947 році. Суджена на 10 років сибірських таборів. Проживає в Херсонській області.
Терлецька-Лінинська Марія,  дочка Миколая і Катерини (нар. 1927). Член ОУН з 1944 року. Проходила вишкіл в селі Стебник. Була зв'язковою під керівництвом станичної Нанівської Розалії. Збирала і доставляла продукти до постою партизанів. Виготовляла бинти і лікувала поранених. Поранена на постою з повстанцями в лісі з назвою «На ріжку». Довго хворіла.
Терлецька Марія,  дочка Івана і Ганни, «Ліщина» (нар. 1925). Член ОУН з 1944 року. Організація була створена представниками з села Стебник. Була на вишколі в селі Стебник. Виконувала роботу зв'язкової і провідниці. Збирала одяг, їжу, бинти з полотна. Була на зв'язку із станичною Нанівською Розалією. Носила естафети до Стебника, Нанови, Смільниці, Стар'яви, Терла.
Терлецький Іван,  син Михайла і Ганни (1921—1945). Вступив у кущ «Коника» в 1944 році. Криївку мали в лісовому масиві «Бартищі» біля села Нанова. Після залишення криївки був недалеко від неї вбитий. Повстанці з жінкою труп перенесли в село і таємно поховали на цвинтарі.
Терлецький Михайло,  син Івана і Магдалини (нар. 1921). Член ОУН. Працював станичним, а після викриття пішов в УПА, де працював пропагандистом. У травні 1946 року був естафетою викликаний Гнатко Миколою (сексот-внутренник, на совісті якого десятки вбитих і зловлених повстанців) у село Велику Сушицю. В домовленому місці Гнатко перебив йому з автомата ноги. Після катувань суджений на 25 років. В Архангельських таборах помер.
Терлецький Михайло,  син Катерини (1916—1945). Член ОУН. Пройшов місцевий вишкіл. Вступив в УПА у 1944 році під керівництво кущового «Коника». Викритий сексотами в криївці у лісі з назвою «На ріжку». Прийняв бій. У бою поранений і захоплений в полон, встиг підірвати себе гранатою. Похоронений на цвинтарі села Росохи.
Терлецький Степан,  син Івана і Марії (1927—1945). Вступив в УПА в 1944 році. Зловлений живим у криївці в лісі з назвою «За фосою». Живому відрізали вуха, здерли нігті на пальцях, на грудях вирізали тризуб. В муках коло криївки помер. Батьки викрали труп і поховали на цвинтарі села Росохи.
Тришнівська Ганна,  дочка Василя і Насті, «Люба» (нар. 1932). Після виїзду сестри Катерини до Німеччини станичний Терлецький Іван прилучив до цієї роботи сестру Ганну. Збирала харчі і носила до постою повстанців. Носила естафети по власному селу в ліси та село Рудавку. Разом із сестрою добирається до Львова і від тоді там живе.
Тришнівська Катерина,  дочка Василя і Насті (нар. 1927). Заанґажована до роботи зв'язковою за німецької окупації. Через кілька місяців після того виїжджає на роботу в Німеччину. Після повернення з Німеччини знову працювала зв'язковою. Заарештована большевиками, але, опираючись на те, що була в Німеччині, слідство затягнулося. Знайомий чоловік, що працював у міліції, поручився за неї і відвіз її в Росохи, але там був вбитий. У цю ж ніч Катерина пішки добирається до Самбора, а звідти у Львів. Там стає працювати і приписується. Тепер живе у Зимній Воді.
Фільозоф Микола,  син Михайла і Катерини (1926—1945). Вступив у кущ «Коника» в 1944 році. Вбитий при облаві в лісі з назвою «За фосою» в напрямку до села Рудавки. Попереджений стійковим «Чуйним» про наближення пограничників, вискочив з криївки і при втечі був вбитий. Родичі викрали труп і похоронили на цвинтарі села Росохи.
Яворський Іван,  син Михайла і Марії (1923 — 19.I.1946). Вуличне прізвисько Томків. Вступив в УПА в 1944 році. Вбитий засідкою енкеведистів між селами Росохи і Волошиново. Похоронений на цвинтарі села Росохи.
Яворський Іван,  син Степана і Розалії (1921 — 06.01.1946). Вступив у кущ «Коника» в 1944 році. Попереджений розвідкою про облаву в селі, хлопці вийшли в ліс. В урочищі Нестерівка  був вбитий енкеведистами. Друг Яворський Василь, який з ним втікав, був взятий живим. На допитах показав, з якої хати походив Іван. Енкеведисти хату спалили, батька арештували і вислали в Казахстан. Сім'я розбіглася. Але у 1952 році всіх вислідили за допомогою сексотів, арештували і вислали в Сибір.
Яворський Іван (з-під берізки),  син Степана і Розалії (1924 — І.06.1945). Член «Просвіти». Пройшов місцевий вишкіл. Брав участь в бою відділу УПА з пограничниками та енкеведистами в урочищі  На Копальні. Поранений, взятий в полон. Там же зв'язали руки і ноги, почали мордувати: кололи багнетами, копали ногами, били шомполами. А пізніше наклали на голову камені-плити і спостерігали за мукою повстанця. Згодом плитами розбили голову.
Яворський Микола,  син Івана і Ганни (1910 — 6.I.1946). Вступив в УПА в 1944 році. Кущ «Коника», розбитий на боївки, був на постою в селі.
А 5 січня офіцер із Хирівського райвоєнкомату Воєводський попередив через знайому йому людину, що 6 січня в Росохи готується велика облава. З наказу кущового хлопці вийшли з села в ліси між селами Росохи і Волошиново з назвою «Вилка», або «Полянка». Тут натрапили на засідку, де був вбитий. Рідні тіло таємно похоронили на цвинтарі села.
Яворський Михайло,  син Миколая і Марії (1922—1947). Вуличне прізвисько Запотіцький. Вступив у кущ «Коника» в 1944 році. Повстанець, недалекий сусід, завів його до хати батьків. В час їди хтось крикнув, що близько енкеведисти. Сексота вискочив перший без шапки, така була домовленість з енкеведистами, а Яворський побіг до потока. Коли перескакував через огорожу, дігнала автоматна черга. Тіло так і повисло на огорожі. Труп забрали в Хирів і закопали на березі ріки Стрв'яж.

## Адміністративно-територіальна приналежність
VI ст. — 993 — Білі Хорвати
Велике князівство Руське (993—1240)
1084—1141 — Перемиське князівство
1141—1199 — Галицьке князівство
1199—1253 — Галицько-волинське князівство
Руське королівство (1253—1387)
1253—1387 — Перемишльська земля
Польське королівство (1387—1569)
1387—1434 — Перемишльська земля, Руський домен
1434—1569 — Перемишльська земля, Руське воєводство
Річ Посполита (1569—1772)
1569—1772 — Перемишльська земля, Руське воєводство
Австрійська імперія (1772—1867)
1772—1867 — Самбірський крайс, Королівство Галичини і Володимирії
Австро-Угорська імперія (1867—1918)
1867—1918 — Староміський повіт, Королівство Галичини і Володимирії
Західноукраїнська народна республіка (1918—1921)
1918—1919 — Старосамбірський повіт, ЗУНР
1919—1921 — Старосамбірський повіт, ЗО УНР
Польська республіка (1921—1939)
1921—1934 — Старосамбірський повіт, Львівське воєводство
1934—1939 — Добромильський повіт, Львівське воєводство
Українська радянська соціалістична республіка, СРСР (1939—1941)
1939—1941 — Хирівський район, Дрогобицька область
Німецька імперія (1941—1944)
1941—1944 — Крайсгауптманшафт Самбір, Дистрикт Галичина, Генерал-губернаторство
Українська радянська соціалістична республіка, СРСР (1944—1991)
1944—1957 — Хирівський район, Дрогобицька область
1957—1991 — Старосамбірський район, Львівська область
Україна (1991)
1991 —2020 — Волошинівська сільська рада, Старосамбірський район, Львівська область
З 25.11.2020 р. —  Старосамбірська об'єднана територіальна громада, Самбірський район, Львівська область

## Відомі люди
Сольський Микола Тарасович (нар. 1979) — український юрист, підприємець-аграрія, депутат Верховної Ради України 9-го скликаня. З 24 березня 2022 року міністр аграрної політики та продовольства.
Нанівська Віра Теодорівна (нар. 19 березня 1945, Росохи, Дрогобицька область) — українська громадська діячка та вчена, експерт з питань державного управління та реформування політичних інституцій, ідеолог інституційної десовєтизації.
Микола Іванович Затварницький (нар. бл. 1918, Росохи — †2005, Рогатин) — видатний лісівник українських Карпат, займався дослідженням букових насаджень.
Михайло Колодруб (народився 21 вересня 1891 року в селі Росохи — † 23.01.1996, Істон, США) — 104-літній союзовець у 1912 році емігрував до Америки, є одним з ініціяторів Горожанського Клюбу, як уповноважений представник місцевої української громади бере участь  конвенціях і з'їздах Українського Народного Комітету, Української Федерації, Українського Конгресового Комітету та УНС.
Отець Михайло Горечко (нар. 19.10.1903) — з 1945 року парох с. Росохи, Старосамбірський деканат. Заарештований НКВД в Росохах і засланий до Сибіру. Помер 14 січня 1953 року. Похоронений у Корейському Мисі (4 км від Іннокентьєвки) Троїцького р-ну Хабаровського краю.
Терлецький Михайло Миколайович (нар. 29 жовтня 1941 р.) — автор низки популярних історичних книг про походження і становлення родової спільноти Драго-Сасів; пов'язаний родовим корінням із давнім гніздовим шляхетським осередком — селом Росохи (давній присілок с. Терла). Ставши одним із ініціаторів відновлення Українського шляхетського товариства. Народився М. Терлецький в родині Терлецьких і Затварницьких (тато — Микола Терлецький з «Бундзаків», мама — Ганна Затварницька) гербу Сас. Видав більше десяти окремих літературних творів на тему гербового роду Сас.

## Пам'ятки архітектури національного значення
- Комплекс церкви Різдва Богородиці (змішаний, XV—XIX ст.) № 1435/0
- Церква Різдва Богородиці (мурована, XV—XIX ст.) № 1435/1
- Дзвіниця (дерев'яна, XIX ст.) № 1435/2
- Мури з брамою (муровані, XVIII—XIX ст.) № 1435/3